# 亞伯爾舍湖

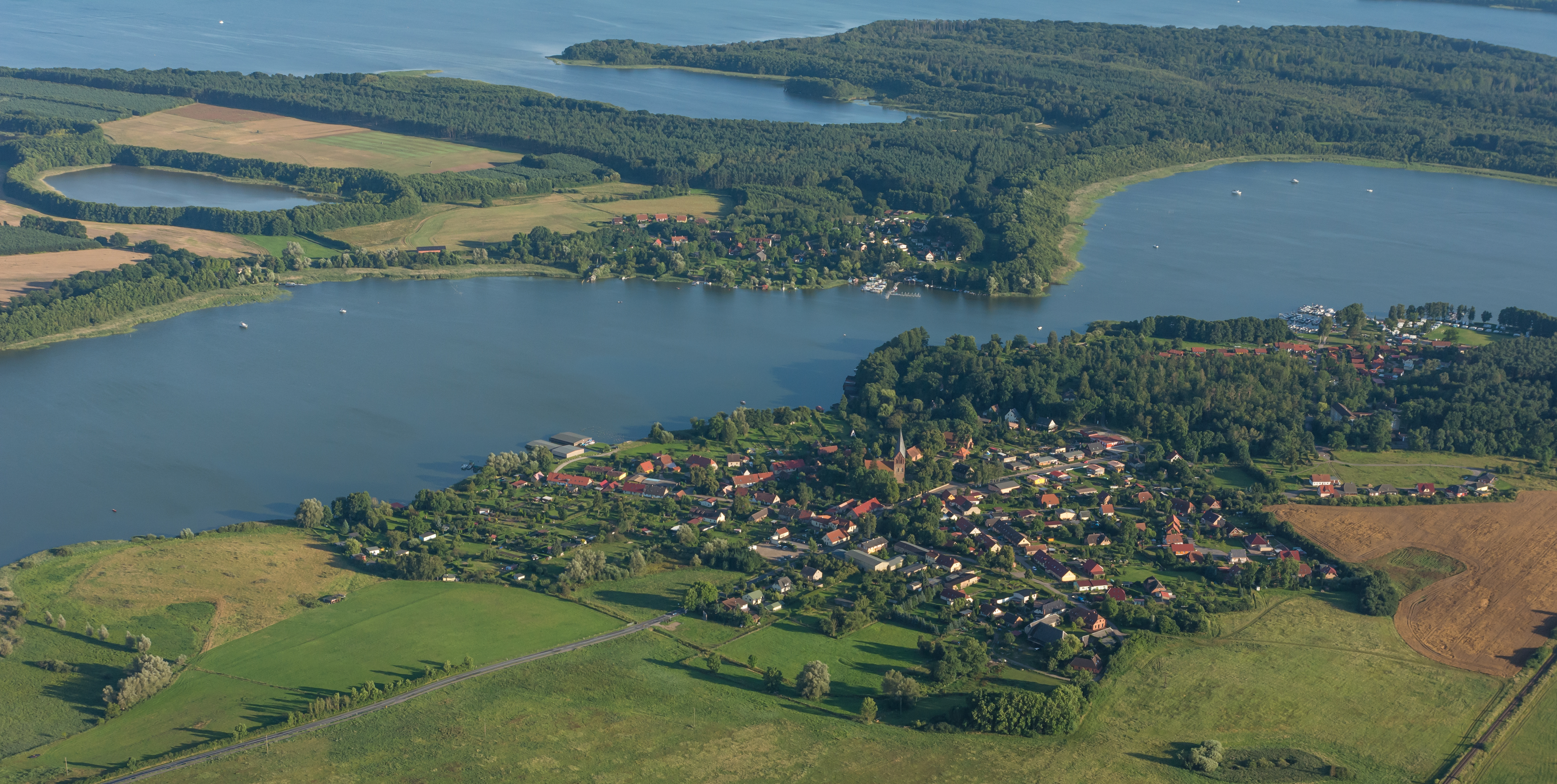

亞伯爾舍湖（德語：Jabelscher See），是德國的湖泊，位於該國東北部，由梅克倫堡-前波美拉尼亞州負責管轄，處於梅克倫堡湖區縣，長3.9公里、寬1.3公里，面積2.34平方公里，海拔高度62米，最大水深15米。
53°31′35.89″N 12°32′24.74″E / 53.5266361°N 12.5402056°E